# Sispony

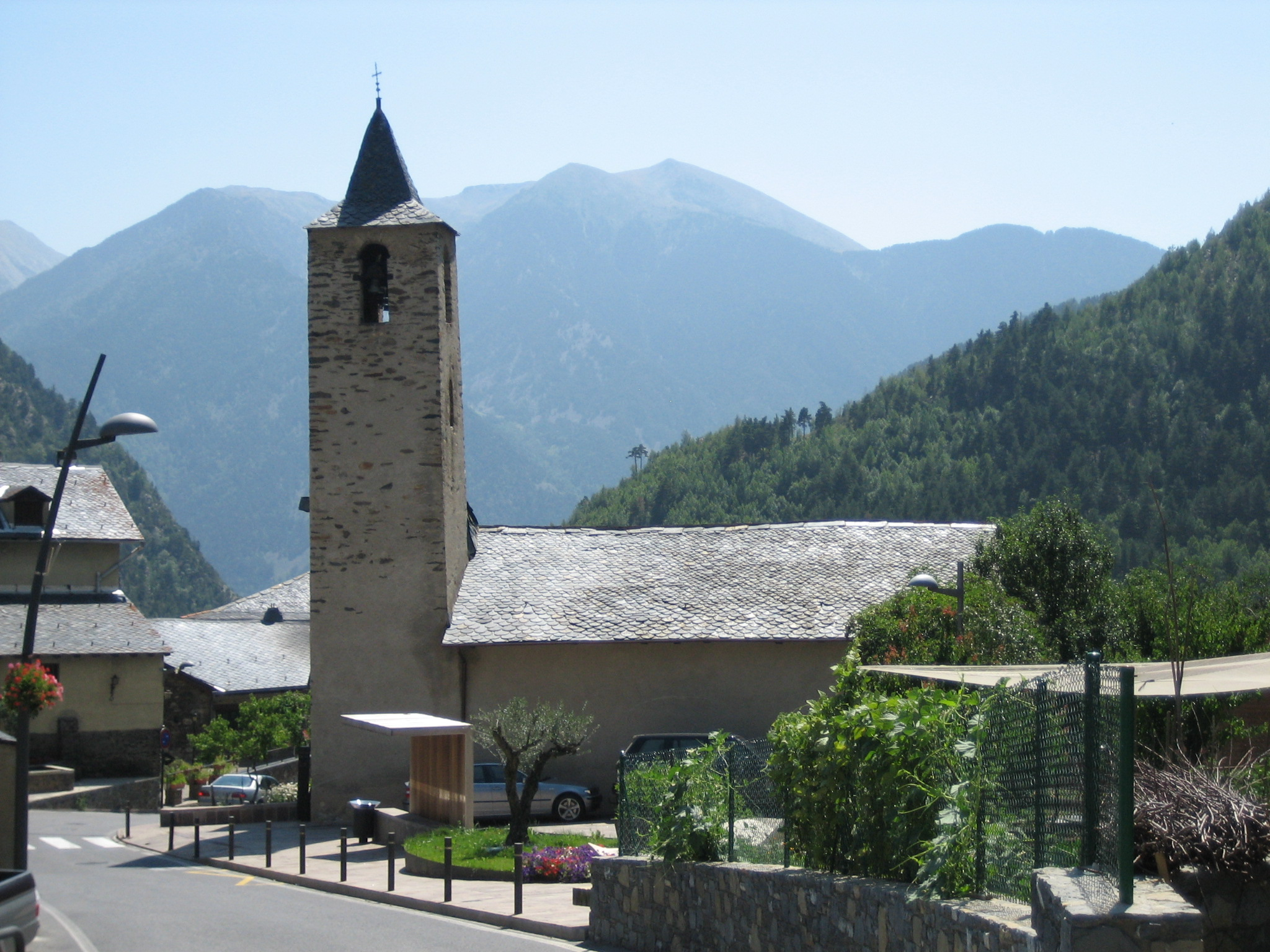
Ortskern mit Església de Sant Joan de Sispony

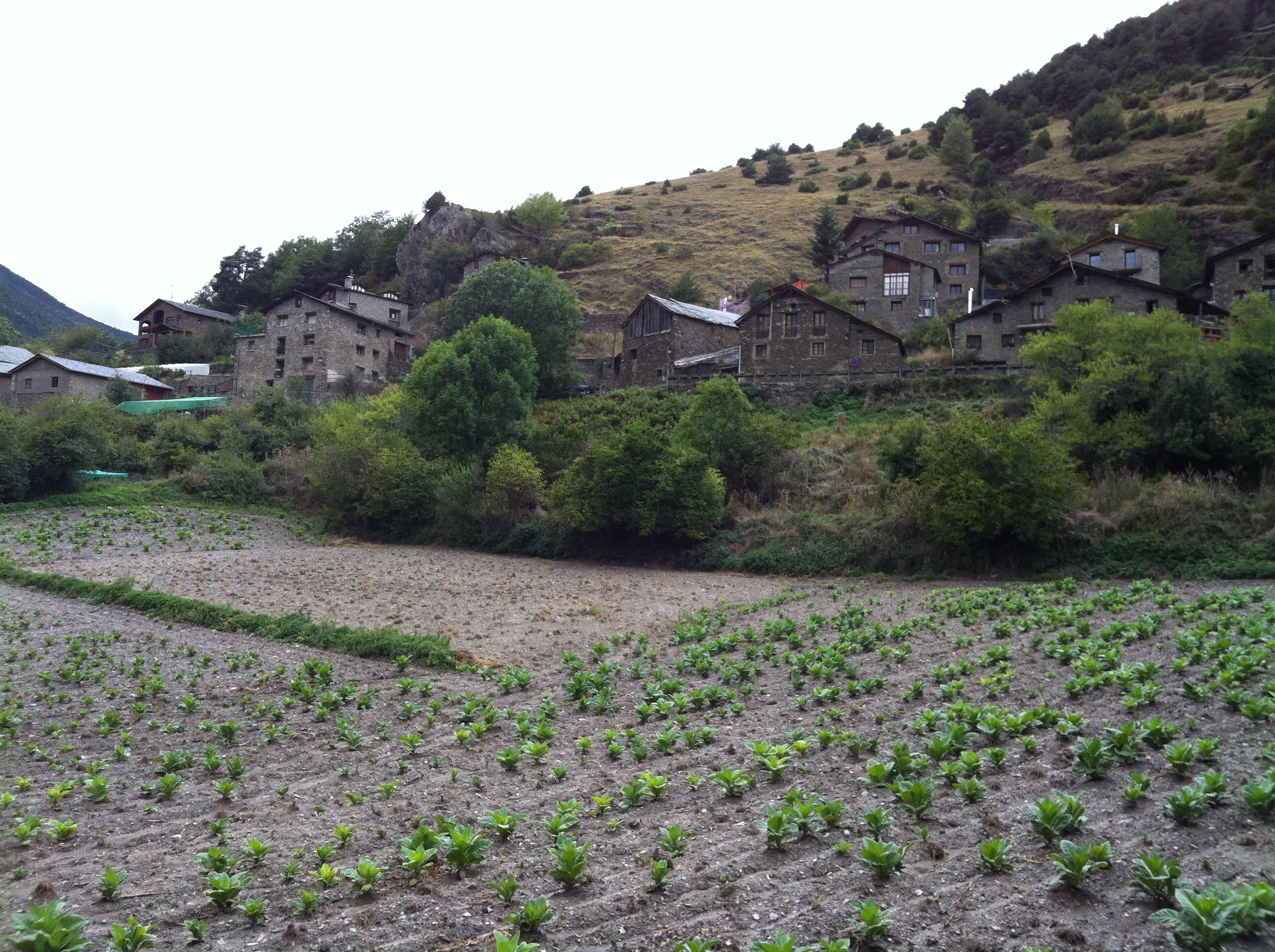
Ansicht Talseite

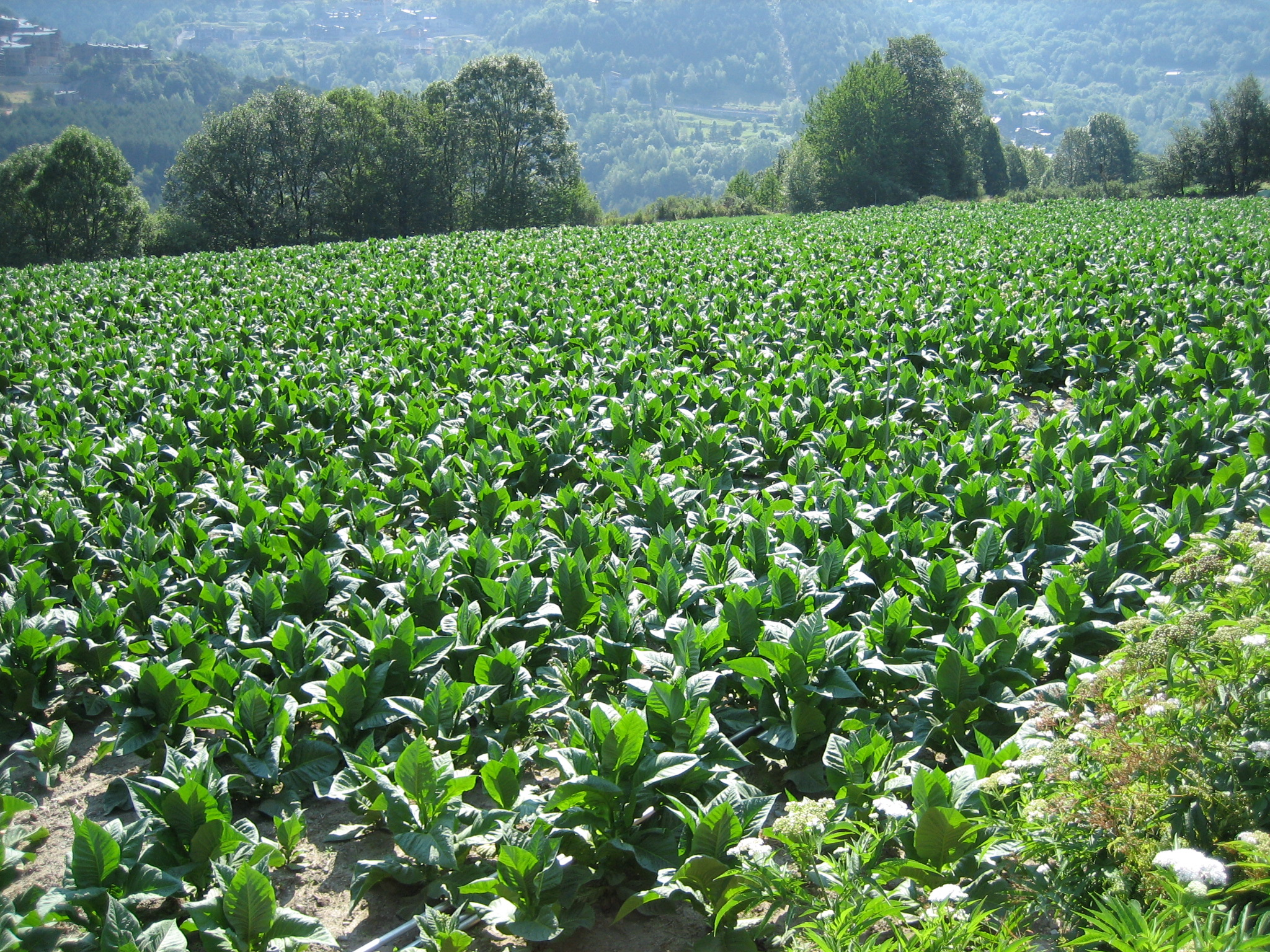
Tabakfelder Sispony (2006)

Sispony ist eine Kleinstadt im Fürstentum Andorra, sie gehört zum Kirchspiel von La Massana. 2024 hatte der Ort 844 Einwohner. Sispony liegt auf einer Höhe von 1315 Metern über dem Meeresspiegel an der Carretera general 3.

## Geschichte
Die Siedlung wird erstmals in historischen Aufzeichnungen im Jahre 1162 genannt. Sispony wurde durch die andorranischen Familien bekannt, die dort Anfang des 17. Jahrhunderts den ersten großflächigen Tabakanbau betrieben. Verarbeitet wurde der Tabak in der andorranischen Reig-Zigarrenfabrik. Mit Einsetzen des Massentourismus wurde der Tabakanbau in Andorra um 1990 weitgehend reduziert und die Zigarrenproduktion in Andorra aufgegeben. Heute wird jedoch in Sispony noch immer Tabak angebaut, der nach Spanien in die gleichnamige Reig-Fabrik exportiert und dort zu Zigarren weiter verarbeitet wird. Die damalige Residenz der Familie Casa Rull de Sispony ist heute ein Museum.